# Balbera
Balbera är ett släkte av skalbaggar. Balbera ingår i familjen Melolonthidae.
Kladogram enligt Catalogue of Life:
| Balbera | \| \| Balbera anjouanae \| \| \| \| \| \| Balbera matilei \| \| \| \| \| \| Balbera reflexa \| \| \| \| |
|         | \| \| Balbera anjouanae \| \| \| \| \| \| Balbera matilei \| \| \| \| \| \| Balbera reflexa \| \| \| \| |
|         | Balbera anjouanae                                                                                       |
|         | |
|         | Balbera matilei                                                                                         |
|         | |
|         | Balbera reflexa                                                                                         |
|         | |